# Сигма (язык)
Сигма — язык программирования, разработанный в СССР в середине 1960-х годов специально для обработки символьной информации. Инициатором его создания в 1965 году в Новосибирске стал советский учёный А. П. Ершов, один из пионеров автоматизации программирования и теории программ.
Одной из основных целей разработки Сигмы было создание универсального макроассемблера, пригодного для программирования на различных типах вычислительных машин. Язык разрабатывался в Институте математики СО АН СССР в рамках Новосибирского Академгородка.
В основе языка лежала концепция множеств (или наборов), позволявших объединять различные парадигмы программирования и эффективно работать с символьными данными.